# La Louve (album)
Pour les articles homonymes, voir La Louve.
Albums de Barbara
Amours incestueuses
(1972) Seule
(1981)
La Louve, est le quatorzième album de chansons enregistrées en studio par la chanteuse Barbara. L’édition originale est sortie en France, en 1973. 

## Édition originale de l’album
- Novembre 1973 : La Louve, disque microsillon 33 tours/30cm, Philips (6325 073).

– Pochette : recto gaufré, de couleur rose.
– Enregistrement : stéréophonique.

### Réalisation
Les dix chansons du disque ont été enregistrées, au cours du mois de septembre et à mi-octobre 1973, au Studio Gaité dans le 14e arrondissement de Paris.
– Orchestration et arrangement musical : William Sheller.
– Direction d'orchestre : Paul Piot
– Réalisation technique : Roger Roche, assisté d’Étienne Roblot.

### Musiciens
- Barbara : piano.
- Roland Romanelli : accordéon.

### Chansons
François Wertheimer écrit l'ensemble des textes, Barbara compose les musiques.
Face 1
| No | Titre                                    | Durée      |
| -- | ---------------------------------------- | ---------- |
| 1. | L'Enfant laboureur                       | 3 min 17 s |
| 2. | Le Minotaure                             | 2 min 19 s |
| 3. | Là-bas                                   | 5 min 37 s |
| 4. | Les Hautes Mers                          | 1 min 54 s |
| 5. | Chanson pour une absente (le 6 novembre) | 4 min 53 s |

Face 2
| No | Titre                                    | Durée      |
| -- | ---------------------------------------- | ---------- |
| 1. | Marienbad                                | 4 min 38 s |
| 2. | La Louve                                 | 2 min 38 s |
| 3. | Mr Capone                                | 3 min 55 s |
| 4. | Ma Maison                                | 2 min 04 s |
| 5. | Je t'aime (duo avec François Wertheimer) | 4 min 00 s |

## Discographie liée à l’album
Identifications des différents supports :
LP (Long Playing) = Microsillon 33 tours/30 cm.
CD (Compact Disc) = Disque compact

### Publication contenant les 10 chansons de l’album
- Mars 1992 : Marienbad, CD Philips/Phonogram (510 905-2)[4].

### Rééditions de l’album
- 1981 : La Louve, LP Philips (6325 073).

– Le recto gaufré du recto de la pochette originale est remplacé par le pelliculage habituel. Un autocollant mentionne le titre du principal succès du disque : Marienbad.
- Décembre 2002 : La Louve, CD Mercury/Universal (063 183-2)[5].

– Reproduction en digipak de la pochette originale.
– Titre bonus : L’Homme en habit rouge (Barbara - Gérard Bourgeois).
- Novembre 2010 : La Louve, CD Mercury/Universal (274 976-7)[7].

– Réplique recto/verso de la pochette originale.